# Duc del Nepal
El duc del Nepal (Ketupa nipalensis; syn: Bubo nipalensis), és una espècie d'ocell de la família dels estrígids (Strigidae). Habita selva humida i bosc de ribera de l'Índia, Myanmar, Tailàndia, Cambodja, nord de Laos i nord i centre del Vietnam. El seu estat de conservació es considera de risc mínim.

## Taxonomia
Anteriorment es considerava el duc del Nepalcom a pertanyent al gènere Bubo. Però el Congrés Ornitològic Internacional, en la seva llista mundial d'ocells (versió 13.1, 2023) decidí traslladar al gènere Ketupa 9 espècies que estaven classificades dins de Bubo, entre les quals el duc del Nepal. Tanmateix, altres obres taxonòmiques, com el Handook of the Birds of the World i la quarta versió de la BirdLife International Checklist of the birds of the world (Desembre 2019), el consideren encara dins de Bubo.